# Scaptodrosophila puncticeps
Scaptodrosophila puncticeps är en tvåvingeart som först beskrevs av Toyohi Okada 1956.  Scaptodrosophila puncticeps ingår i släktet Scaptodrosophila och familjen daggflugor. Inga underarter finns listade i Catalogue of Life.